# نهائي بطولة الأندية الآسيوية 1991
نهائي بطولة الأندية الآسيوية 1991 (دوري أبطال آسيا حالياً) هي مباراة كرة قدم لعبت بين نادي الهلال السعودي ونادي استقلال طهران وإنتهت المباراة بفوز الهلال بضربات الترجيح بنتيجة 4–3. ليتوّج الهلال بطلاً لبطولة الأندية الآسيوية للمرة الأولى في تاريخه. وكانت هذه أول بطولة آسيوية يحققها نادي سعودي.

## تفاصيل المباراة
| الهلال          | 1–1 (ب.و.إ.) | استقلال طهران  |
| --------------- | ------------ | -------------- |
| حسين الحبشي 73' |              | أمير هاشمي 58' |

## وصلات خارجية
- بطولة الأندية الآسيوية 1991 على RSSSF.com